# Mas de Pere (Onda)
El Mas de Pere, anomenat Mas de Blasco al Llibre d'Assagadors de la Vila d'Onda de 1779, és una partida i poblament del municipi d'Onda, ubicat al nord del terme. L'any 1980 es va documentar la troballa en aquest paratge d'un test musulmà del segle IX-X, caracteritzat per una producció vinculada a la ceràmica domèstica i de mercat, tal com recull Azuar en un article de 1998. En l'actualitat s'ha transformat en una ramaderia de bous i vaques per a bous al carrer.